# 432 (číslo)
Čtyři sta třicet dva je přirozené číslo. Následuje po číslu čtyři sta třicet jedna a předchází číslu čtyři sta třicet tři. Římskými číslicemi se zapisuje CDXXXII a řeckými číslicemi υλβ.

## Matematika
432 je:
- Abundantní číslo
- Složené číslo
- Nešťastné číslo

## Astronomie
- (432) Pythia je planetka hlavního pásu, kterou objevil v roce 1897 Auguste Charlois

## Roky
- 432
- 432 př. n. l.